# Anoplogaster cornuta
Anoplogaster cornuta är en fiskart som först beskrevs av Valenciennes, 1833.  Anoplogaster cornuta ingår i släktet Anoplogaster och familjen Anoplogastridae. Inga underarter finns listade i Catalogue of Life.
Den förekommer på djupt vatten i tempererade och varma hav, bland annat utanför Europas kust. Fullvuxna fiskar blir omkring 15 centimeter långa och har en kraftig kroppbyggnad med stort huvud och långa huggtänder. Arten saknar taggstrålar på sina opariga fenor.

## Bildgalleri

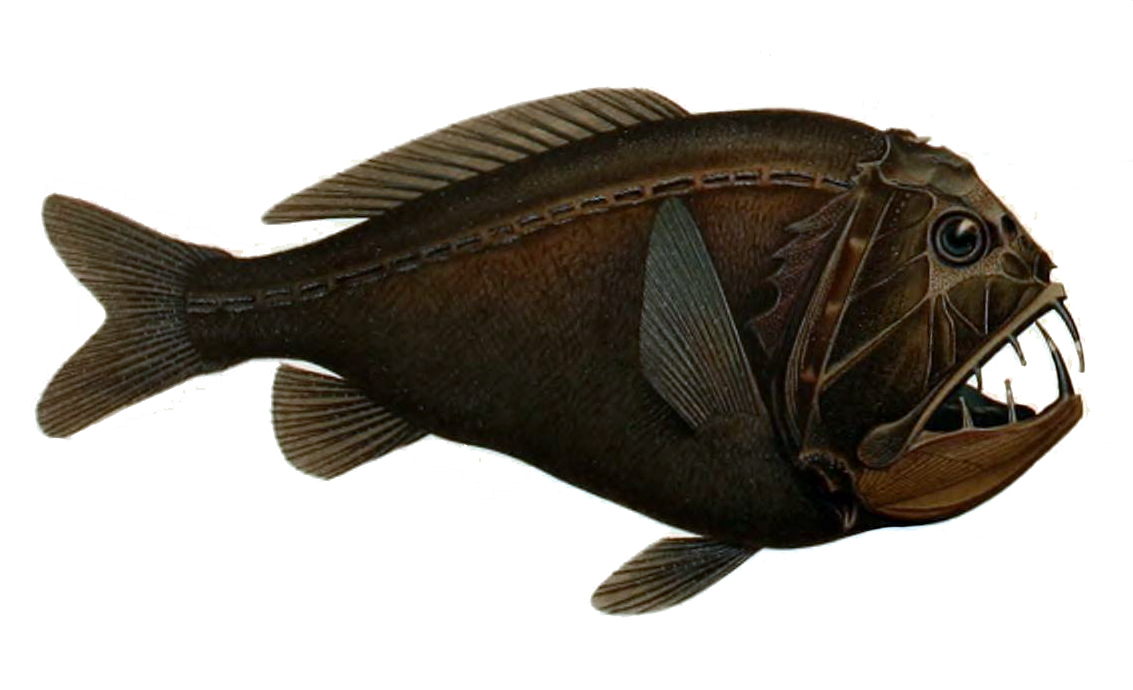
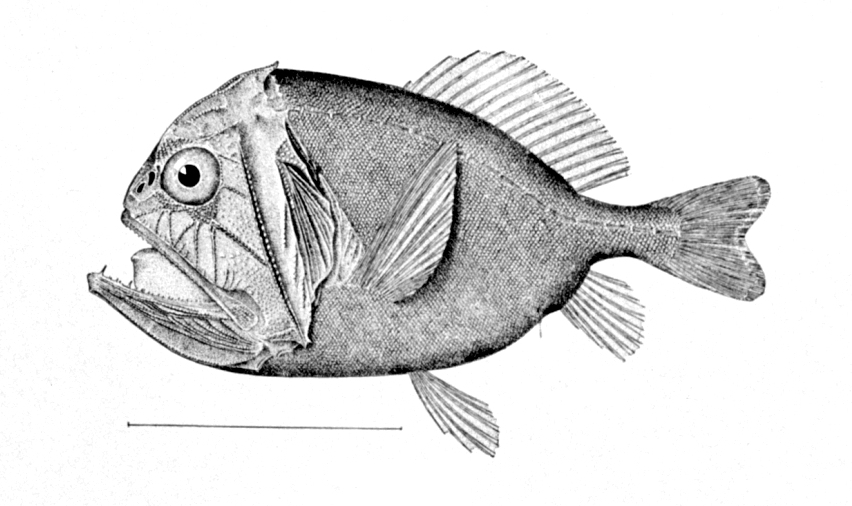
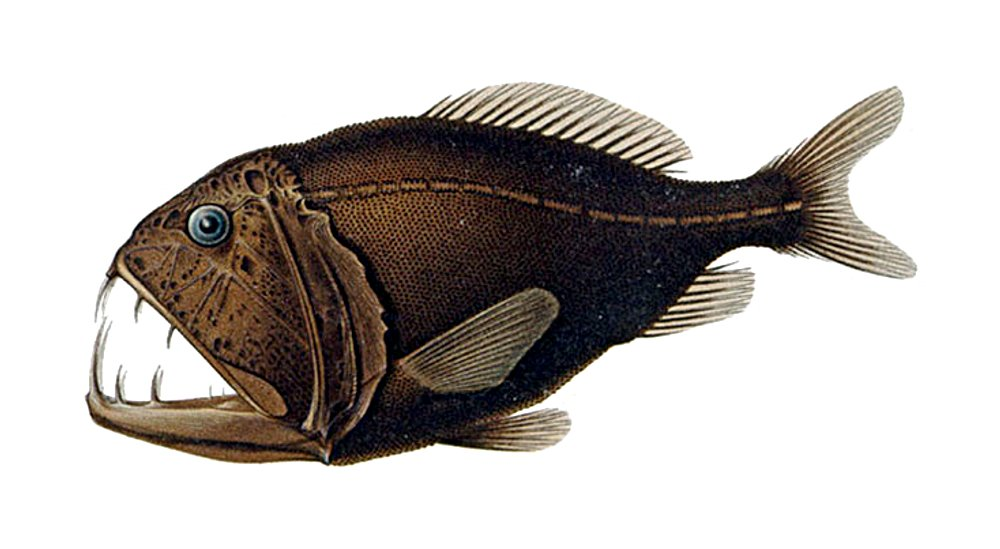
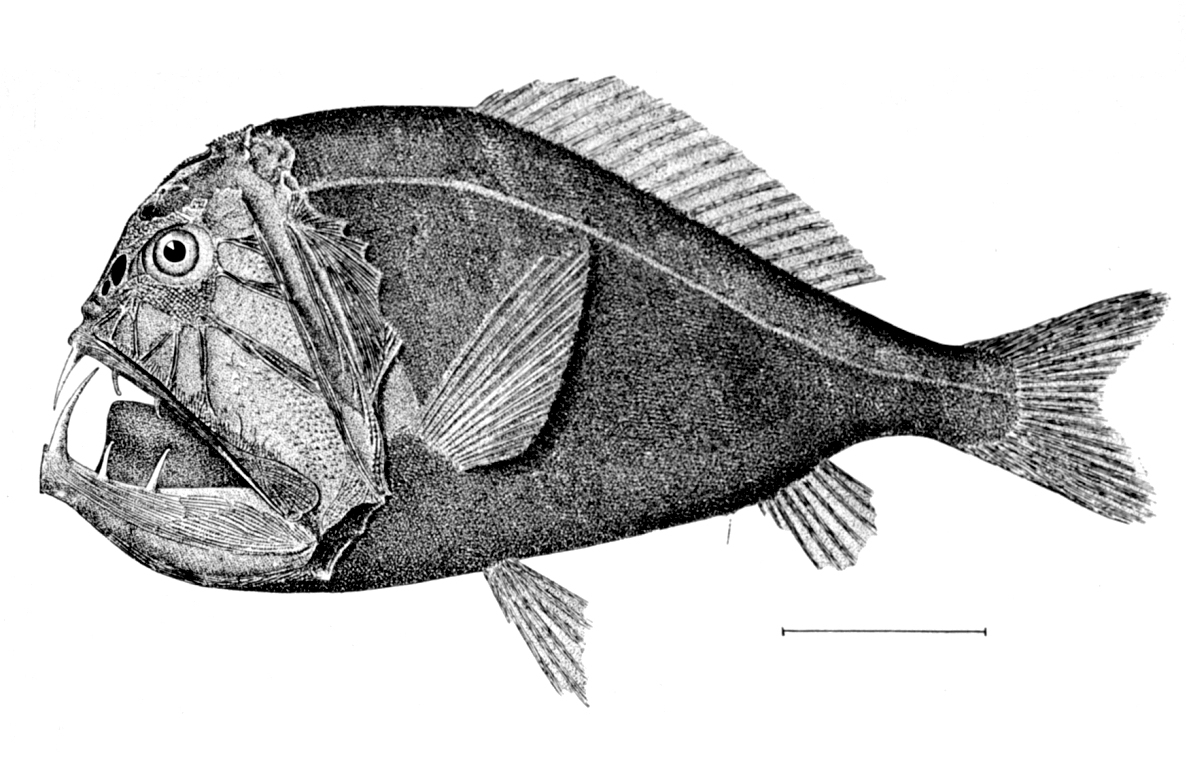